# Esmeralda Calabria
Esmeralda Calabria (née en 1964 à Rome) est une monteuse et réalisatrice italienne contemporaine.

## Biographie
Esmeralda Calabria a commencé comme monteuse en 1992, et en 2007 elle a dirigé son premier film, Biùtiful cauntri, avec Andrea D'Ambrosio et Peppe Ruggiero. 

## Filmographie

### Montage
- 1992 : 8 rigenerazione
- 1993 : Condannato a nozze
- 1996 : Viaggio nel pianeta Marcos
- 1996 : Cuori al verde
- 1997 : Mains fortes (Le mani forti)
- 1998 : L'Arbre aux seringues (L'albero delle pere) de Francesca Archibugi (également actrice)
- 1999 : Hors du monde (film, 1999) (Fuori dal mondo)
- 1999 : Tutti gli uomini del deficiente (it)
- 2001 : La Chambre du fils (La stanza del figlio )
- 2001 : Luce dei miei occhi
- 2002 : Un viaggio chiamato amore
- 2003 : Il segreto del successo (it)
- 2004 : Renzo e Lucia (it)  (TV)
- 2004 : Il siero della vanità
- 2004 : Ovunque sei (it)
- 2005 : Romanzo criminale
- 2006 : Le Caïman  (Il caimano)
- 2007 : Biùtiful cauntri
- 2008 : Tutta la vita davanti
- 2012 : La Cerise sur le gâteau
- 2012 : Il rosso e il blu
- 2013 : Un jour tu partiras (Un giorno devi andare)
- 2014 : Patria (it)
- 2015 : Banana (it)
- 2015 : Il nome del figlio
- 2015 : Ho ucciso Napoleone (it)
- 2015 : La scelta (it)
- 2015 : Asino vola (it)
- 2016 : Assolo de Laura Morante
- 2016 : The Habit of Beauty
- 2016 : La pelle dell'orso (it)
- 2017 : Veleni (it)
- 2017 : Gli sdraiati
- 2018 : Una storia senza nome
- 2019 : Aspromonte - La terra degli ultimi (it)
- 2019 : Cinq est le numéro parfait (Cinque è il numero perfetto)
- 2019 : Vivere
- 2020 : Storia di vacanze (Favolacce)
- 2021 : Atlas
- 2021 : Il bambino nascosto  de Roberto Andò
- 2021 : La svolta
- 2022 : Le Colibri (Il colibrì) de Francesca Archibugi
- 2022 : L'ombra del giorno

### Réalisation
- 2007 : Biùtiful cauntri, codirigé avec Andrea D'Ambrosio et Peppe Ruggiero

## Distinctions

### Récompenses
- Prix David di Donatello 1999 : Meilleur monteur pour Fuori dal mondo
- Prix David di Donatello 2006 : Meilleur monteur pour Romanzo criminale
- David di Donatello 2021 : Meilleur monteur pour Storia di vacanze (Favolacce)

### Nomination
- Prix David di Donatello 2001 : Meilleur monteur pour La Chambre du fils